# Expose (工藤静香のアルバム)
『Expose』（エクスポーズ）は、工藤静香の9枚目のスタジオ・アルバム。1994年9月7日発売。発売元はポニーキャニオン。

## 概要
オリジナルアルバムとしては前作『Rise me』から約1年半ぶりのリリースとなる。ロサンゼルスでレコーディングされ、マスタリングの作業にも工藤自らが立ち合っている。タイトルの「Expose」には ″さらす″、″剥き出しにする″ などの意味がある。
シングルとしてリリースされ、本作にも収録されている「Blue Rose」からそれまで全ての楽曲（本人の作曲を除く）を提供してきた後藤次利と離れ、工藤本人のセルフプロデュースとなり、作詞も全曲自ら担当している。
工藤のオリジナルアルバムとしては初めてシングルのカップリング曲が収録されている。

## 収録曲
| 全作詞: 愛絵理。 |                                                       |           |                |          |      |
| #                | タイトル                                              | 作詞      | 作曲           | 編曲     | 時間 |
| 1.               | 「Blue Rose」                                         | 愛絵理    | 都志見隆       | 澤近泰輔 | 4:38 |
| 2.               | 「冷めてく音」                                        | 愛絵理    | 羽田一郎       | 羽田一郎 | 5:00 |
| 3.               | 「夢」                                                | 愛絵理    | 飛鳥涼         | 澤近泰輔 | 5:44 |
| 4.               | 「僕よりいい人と…」                                   | 愛絵理    | 都志見隆       | 澤近泰輔 | 5:07 |
| 5.               | 「naked love」(シングル「Jaguar Line」カップリング曲) | 愛絵理    | 松本俊明       | 澤近泰輔 | 4:55 |
| 6.               | 「Jazzyな子猫」                                       | 愛絵理    | 鈴木キサブロー | 羽田一郎 | 3:58 |
| 7.               | 「Adamas〜征服されざる者」                            | 愛絵理    | 羽田一郎       | 羽田一郎 | 4:03 |
| 8.               | 「I'm nothing to you」                                | 愛絵理    | 松本俊明       | 羽田一郎 | 6:28 |
| 9.               | 「Step」                                              | 愛絵理    | 飛鳥涼         | 澤近泰輔 | 4:31 |
| 10.              | 「Pain」                                              | 愛絵理    | 鈴木キサブロー | 澤近泰輔 | 5:16 |
| 11.              | 「Jaguar Line」                                       | 愛絵理    | 尾関昌也       | 羽田一郎 | 4:06 |
| 合計時間:        | 合計時間:                                             | 合計時間: | 合計時間:      | 53:46    |      |